# 神戸市交通局700形電車
神戸市交通局700形電車（こうべしこうつうきょく700がたでんしゃ）は、神戸市交通局がかつて所有していた路面電車車両である。1935年から1938年にかけてE・I車（500形）の改造名義で登場した。登場時は転換クロスシートや弾性車輪などを路面電車として初めて採用した、当時の車両水準を大きく上回る画期的な車両であった。昭和戦前期の日本の路面電車を代表する車両のひとつであるとともに、日本の鉄道車両史上においても特筆される形式のひとつである。

## 製造経緯
昭和初期の日本の路面電車は、例外なく勃興してきたバスとの競争を余儀なくされていた。加えて神戸市の場合は1934年7月の吹田 - 須磨間の電化開業に伴う省線電車運行開始や1933年の阪神本線岩屋 - 三宮間の地下化、1936年の阪神本線元町延長及び阪急神戸線三宮延長など、高速電車の市内乗り入れは確かに周辺地域からの利用者を呼び込んだが、同時に並走区間では手ごわいライバルとなった。
一方、受けて立つ側の神戸市電気局も、ライバルの出現を座して待つだけではなかった。昭和初期から安全性の向上とイメージアップを兼ねて300形・400形・600形といった鋼体化改造車を続々と出現させたほか、ソフト面においては1934年と1936年に実施したスピードアップをはじめ、1935年3月から女性車掌が乗務を開始したことなど、積極的なサービス向上策を展開していた。700形は、そのサービス向上策の最大の目玉として、古林謙三をはじめとした神戸市電気局のスタッフがあたためていた構想と、それまでに多くの車両の鋼体化改造を実施していた電気局長田車両工場の技術力の結晶として登場した。

## 概要

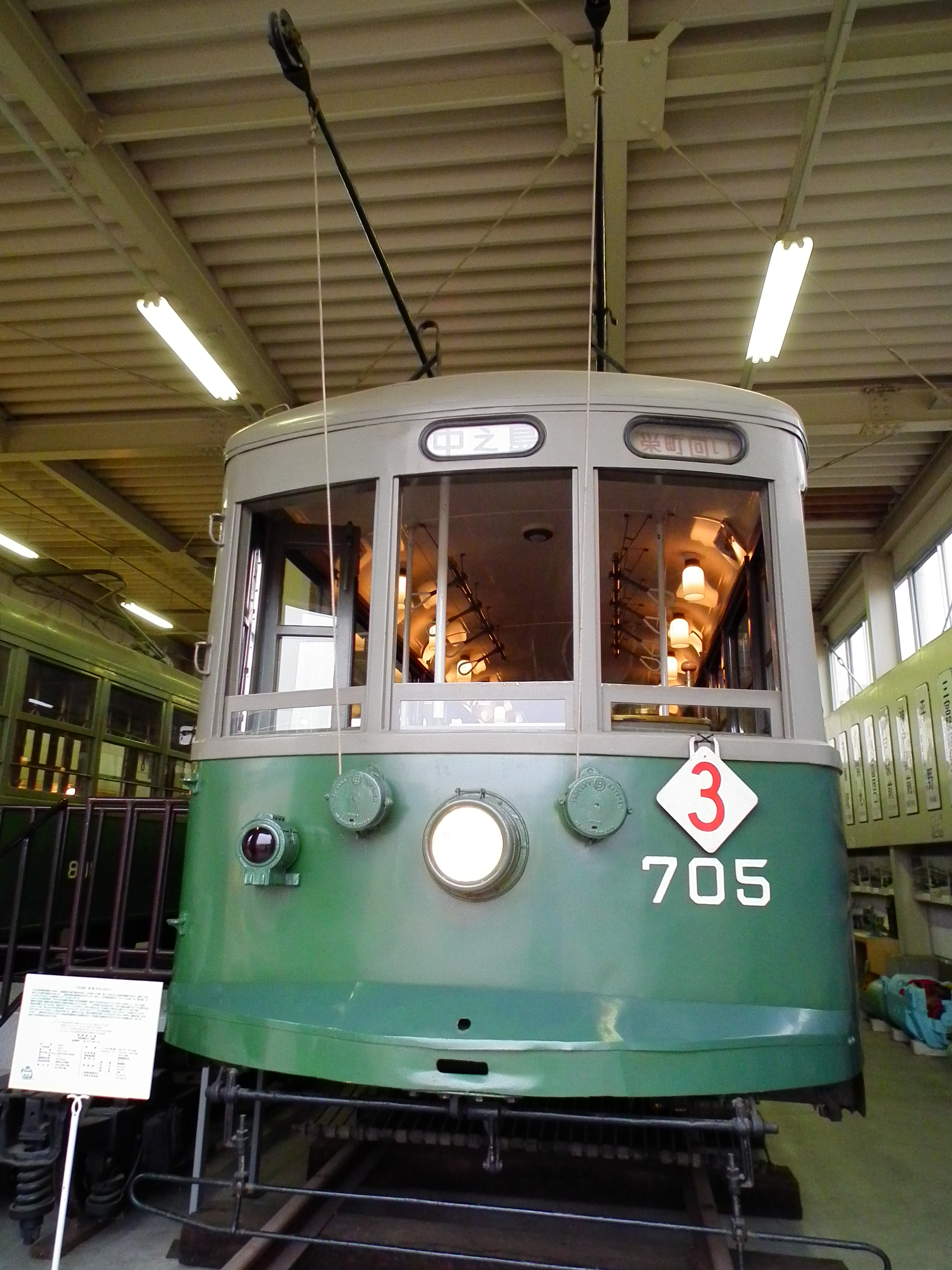
神戸市営地下鉄名谷基地に保存されている７０５号（許可を得て撮影）

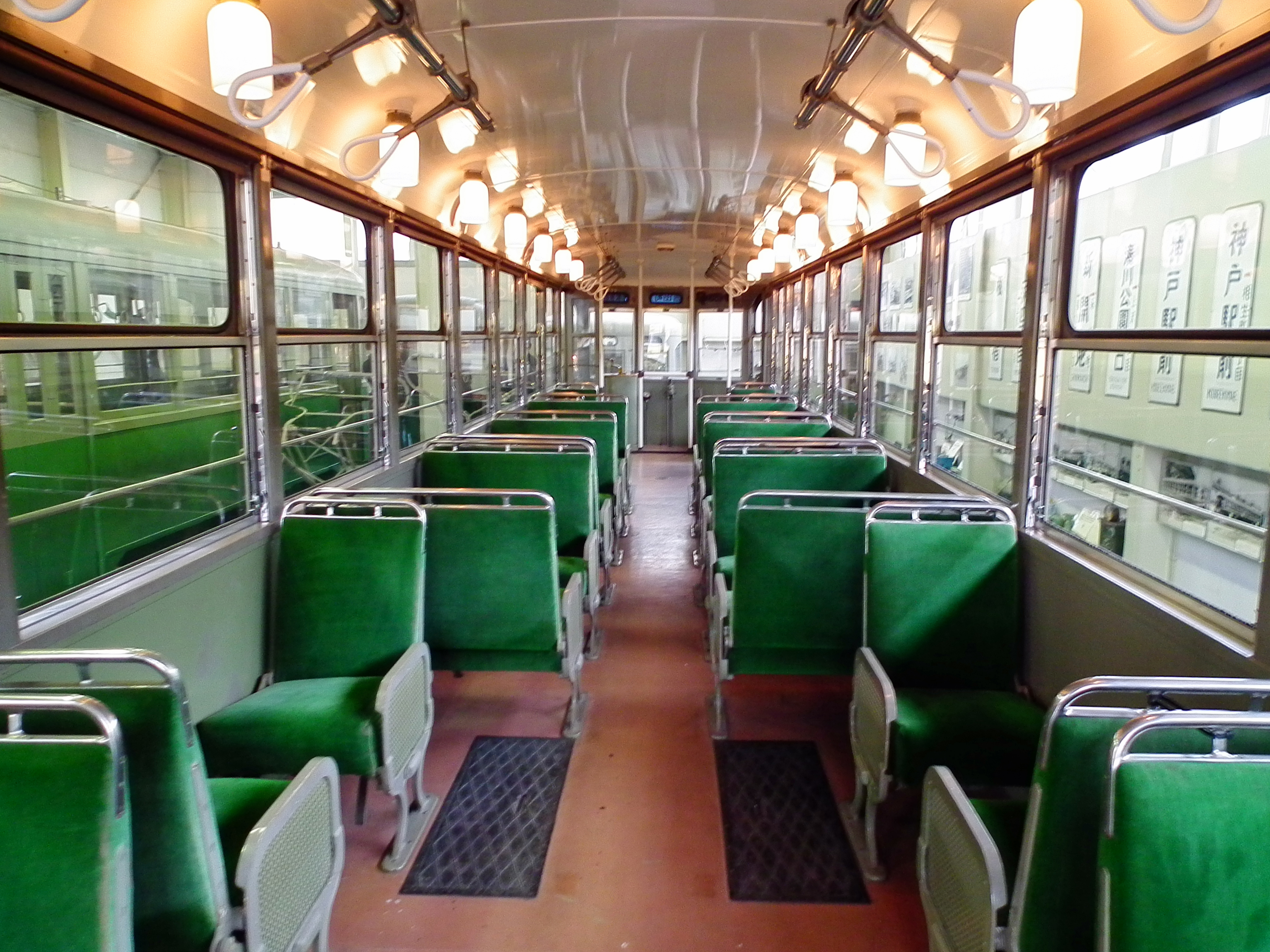
神戸市営地下鉄名谷基地に保存されている７０５号の車内（許可を得て撮影）

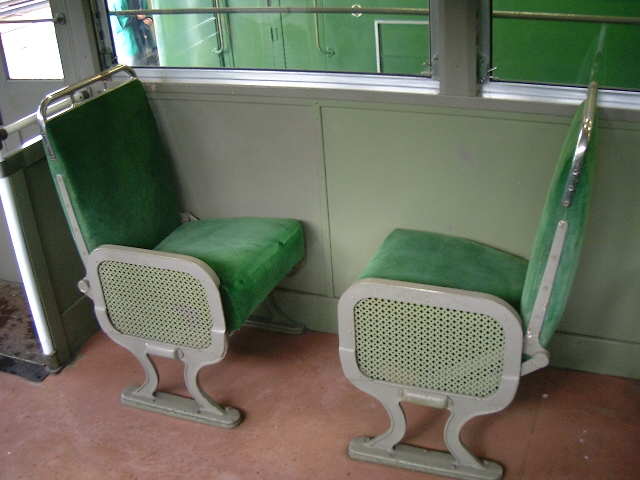
705の転換クロスシート
復元に際し750形より流用

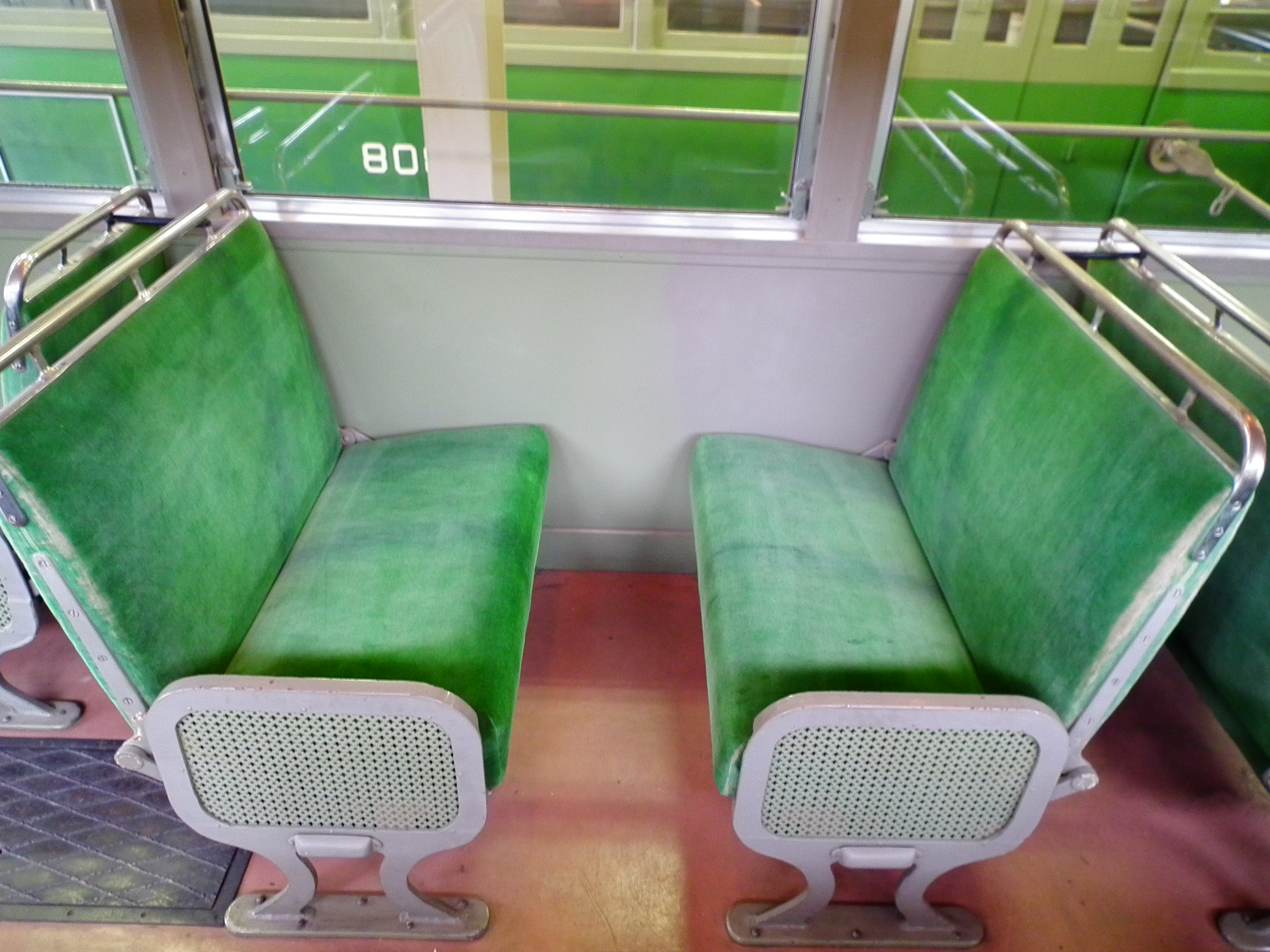
神戸市営地下鉄名谷基地に保存されている７０５号のロマンスシート。７５０形に使われていたものを転用。（許可を得て撮影）

700形は、1935年から1936年にかけて神戸市電に最後まで残った木造車であるE車 (511 - 530) から改造された車両 (701 - 720) と、1936年から1938年にかけて神戸市電初の全鋼製大型ボギー車として登場したI車 (531 - 550) から改造された車両 (721 - 740) の2グループで構成され、全車神戸市電気局長田車両工場で改造された。車体の基本構成はどちらも同じ全長13.6m、側面窓配置は1D8D1（D：客用扉、数字：側窓数）で、側窓は幅1,100mm、縦も高さ1,150mmで窓上部の幕板を省略し直ちに優美なカーブの張り上げ屋根につながるという、当時としては破格の大型窓にして展望性を良くしていた。屋根同様緩やかなカーブを描く前面は3枚窓で、中央窓上に行先方向幕を、右窓上に経由地表示幕をそれぞれ取り付けていた。なお、最後に登場した736 - 740は、側窓上部にごく細い(125mm)幕板が入ったほか、出入口ステップの蹴込みが曲線で加工されているなど、よく見ないとわからないが細部についてモデルチェンジが実施されていた。700形は曲線を多用した優美な車両ではあったが、当時流行していた流線型とは、「市街電車において流線型を採用しても風圧抵抗軽減の程度は無価値で、しかも（そのデザインは）あまりにも突飛で軽佻である」という理由で一線を画していた。そして、この700形に始まる神戸市電スタイルは800形以降の各形式に受け継がれることとなった。
室内は、出入台付近には1人掛けの転換クロスシートが3脚、中央部には2人掛けの転換クロスシートが6脚並ぶという、当時の国鉄二等車並みの豪華な座席に、床敷物はリノリウム張り、室内灯にはすずらん灯を模した乳白色のガラスグローブがつき、ドアは神戸市電初の自動ドアという、当時の路面電車としては破格のゴージャスさであった。つり革は出入り口付近にバネで固定されるリコ式を設置していた。下回りは 701 - 720 の登場時には、騒音軽減のために旧E車の履く日本車輌製のマキシマムトラクション台車をI車のJ.G.ブリル製 39E-2 マキシマムトラクション台車に交換して、駆動輪を日本初の弾性車輪に取り替えた。しかし、I車も結局721 - 740に更新されたことから、単に台車が振り変わっただけ、という結果になった。主電動機はE車改造のグループが1時間定格出力30kW、I車改造のグループが1時間定格出力33.6kWのものをそれぞれ装架した。
このように画期的な700形は、同時期に登場した大阪市電901形とそのモデルチェンジ車の大阪市電2001形・2011形、京都市電600形、阪神国道線71形（金魚鉢）と並んで、戦前の関西の路面電車を代表する車両となった。また、戦前の日本の路面電車を代表する車両としては、これらの形式に名古屋市電1400形を加えて挙げられることが多いが、その中でも700形は阪神国道線71形と並んで大きく採り上げられることが多い。

## デビュー
700形は、まず1935年改造の15両のうち8両が、1935年12月8日から運行を開始した。運行開始前日に701・703号を使用して市会議員やマスコミ関係者などを招待して試乗会を実施したが、大変好評で、中でも弾性車輪の乗り心地及び騒音低減効果について大変驚いたという。塗色も700形からはそれまでのグリーン1色からグリーンとベージュのツートンカラーとなり、一目で新車とわかる塗色と外観、そしてゴージャスな内装は「ロマンスカー」の愛称ともども市民や利用者の大きな人気を集めた。戦前の神戸市電は新機軸を積極的に採用していたことから「東洋一の神戸市電」と内外から呼ばれていたが、700形の登場によってその枕詞を不動のものとした。その後も700形の増備は続き、I車改造後はJ・K・Lの500形残存グループも700形に改造する計画も立てられた。
しかし、700形の全盛期は短期間にとどまった。1937年から始まった日中戦争が長期化するにつれ、神戸市内には造船、製鉄などの重工業が集中していたことから工場への通勤客が増加、クロスシートの700形では乗客をさばけない事態が発生していた。そのため、J・K・L車の700形への改造は中止されたほか、その後の増備車も3扉大型ボギー車の800形に変更された。

## 戦禍
日中戦争のさなか、1938年7月5日に発生した阪神大水害によって神戸市電は手ひどい打撃を受けてしまう。その惨禍から復興する間もなく、太平洋戦争に突入して戦時輸送に追われることとなった。大量輸送第一の戦時下では詰め込みに不向きなクロスシートは撤去され、ロングシートに改造された。さらに、太平洋戦争末期の神戸大空襲、中でも1945年6月5日の空襲で須磨・布引・春日野の市電全車庫が被災したほか、昼間空襲のため市内で被災した車両が続出、700形は半数近い18両が戦災によって失われた。中でも、最終改造の736 - 740のグループは、737 以外の4両を喪失するという、きわめて凄惨な被災ぶりであった。また、残った700形もガラス不足のために大きな窓ガラスが破損してもベニヤ板やブリキ、あるいはジュラルミンでふさぐしか手段がなく、哀れな姿で押し寄せる乗客を詰め込んでいた。その後、1950年には戦災車の欠番を整理する形で改番を実施された。

## 戦後
戦後しばらくして世相が落ち着いてくると、クロスシートこそ復元されなかったが、窓ガラスはきちんと整備されて戦後登場の900・1000形などとともに神戸市電の主力として全路線で運用された。1948年には旧I車改造グループの装着していた日本車輌製造製マキシマムトラクション台車を900形に捻出、同グループは代わって500形の台車を装着するという台車の振り替えが実施された。またロマンスカーの後継車として、750形も登場した。
1958年には前面ヘッドライト左右に方向指示器を取り付ける改造を実施し、1960年代に入ると行先方向幕や経由地表字幕、ドア、上段窓といった固定窓をHゴム支持に改造する車両が現れたほか、窓枠をアルミサッシ化する車両、出入口ステップの蹴込みを曲線で加工した車両など、様々なタイプの更新車が登場した。
700形の廃車は市電終末期の1968年から始まり、1970年3月の山手・上沢・須磨の各線が廃止された際に全車廃車となった。廃車後、漁礁として須磨沖に沈められた車両もあったが、705 と708 が保存対象車となり、そのうち705 が750形の座席を使用してかつての姿に復元され、708 は王子動物園に保存された。その後 708 はハーバーランドの煉瓦倉庫レストランの横に移設されたが、老朽化がはなはだしかったことから1999年3月に解体され、貴重なブリル39E-2台車などの機器はアメリカのシーショア電気鉄道博物館に寄贈された。705 は現在でも永久保存車として神戸市営地下鉄名谷車両基地に保管されており、車庫の一般公開日に同じく保存されている800形 808 ともども公開展示される。